# TTF Liebherr Ochsenhausen
Die Tischtennisfreunde Liebherr Ochsenhausen sind ein Tischtennisverein aus Ochsenhausen. Die Herrenmannschaft spielt in der Bundesliga. Hauptsponsor ist die Firma Liebherr.

## Geschichte

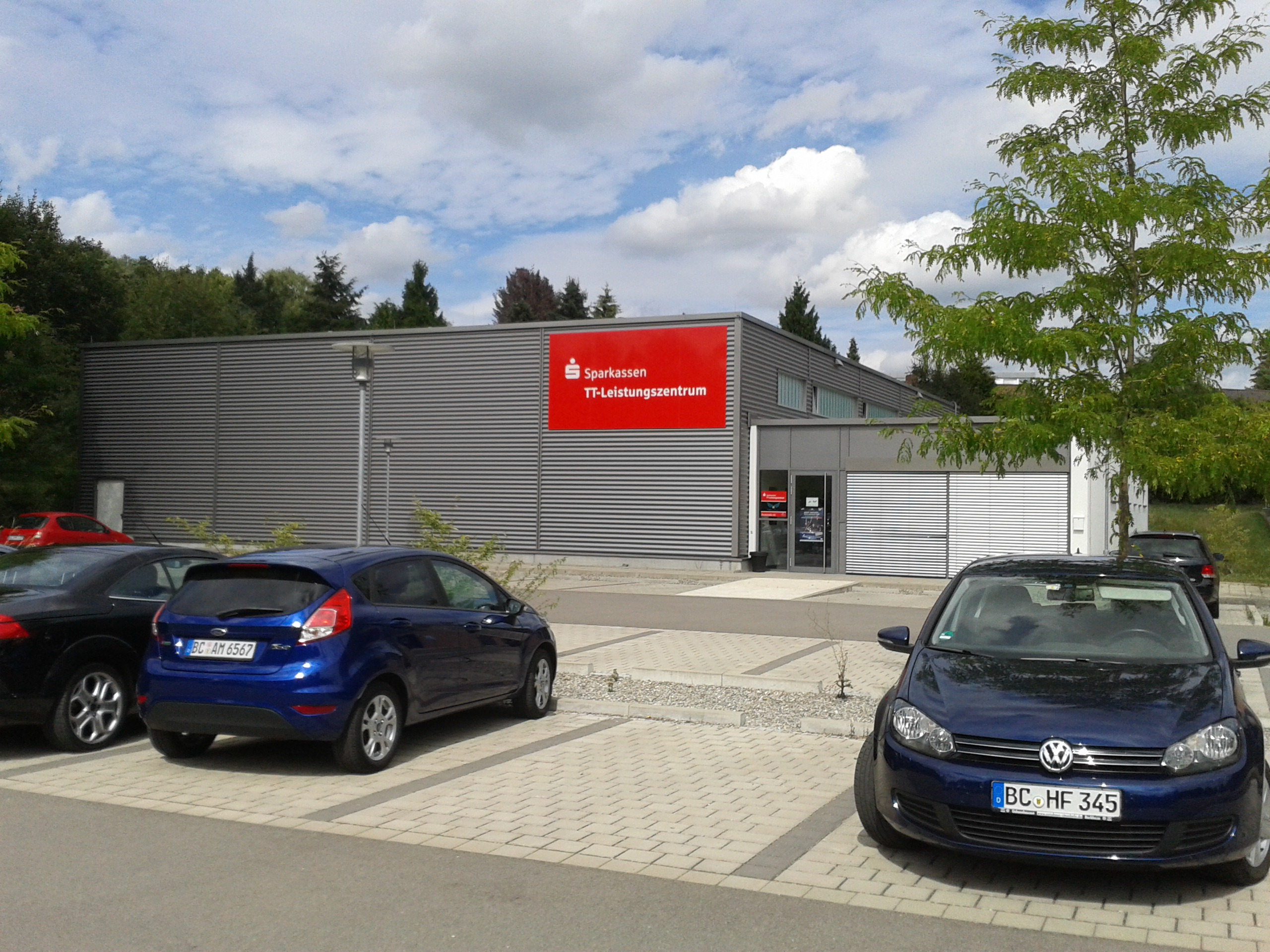
Sparkassen TT-Leistungszentrum in Ochsenhausen (2015)

Der Verein wurde 1956 gegründet. Nachdem 1989 die Spieler Jindřich Panský (CSSR), Rudi Stumper und Erwin Becker die Mannschaft verstärkten, gelang unter Manager Rainer Ihle (* 1955; † 2013) der Aufstieg von der Regionalliga in die 2. Bundesliga. Anfang der 1990er Jahre kam Leo Amizic als Trainer. 1996 besiegte Ochsenhausen im Endspiel des ETTU Cups das Team von TSV Maxell-Sontheim. Sehr erfolgreich verlief die Saison 1996/97, als die Mannschaft die deutsche Meisterschaft gewann und zudem den ETTU Cup verteidigte. Nach dem erneuten Gewinn der deutschen Meisterschaft in der Saison 1999/2000 verließen Trainer Leo Amižić, Ma Wenge, Hakansson und Smirnov den Verein. Neuer Trainer wurde Zlatko Novaković, der 2002 aber wieder von seinem Vorgänger Leo Amizic abgelöst wurde (bis 2005). Eine stark verjüngte Mannschaft wurde am Ende dieser Saison DTTB-Pokalsieger, dies sogar dreimal hintereinander und 2004 zusätzlich zum Gewinn der deutschen Meisterschaft. Dies blieben aber bis auf Weiteres die letzten Titelgewinne. Nachdem Chuang Chih-Yuan die Mannschaft verlassen hatte, misslang 2006/07 die Qualifikation für die Play-offs um die deutsche Meisterschaft. Zur Saison 2008/09 kehrte Chuang für zwei Jahre zurück, 2009 erreichte Ochsenhausen mit dem Trainer Anders Johannsson sowohl in der Champions League als auch bei den Play-offs der deutschen Meisterschaft das Endspiel, scheiterte aber in beiden Fällen an Borussia Düsseldorf. 2011 löste Dubravko Škorić Johannsson als Trainer ab.
Nachdem Saison 2011/12 nur knapp die Play-off-Qualifikation geglückt war – auf Platz 4 punktgleich mit Fulda und Bremen auf den Rängen 3 und 5 –, verpflichtete Rainer Ihle 2012 den Südkoreaner Ryu Seung-min – Olympiasieger von 2004 –, am Ende der Saison 2011/12 übergab er die Führung des Klubs an Kristijan Pejnovic. Am Ende der Saison 2012/13 stand Ochsenhausen vor dem punktgleichen Düsseldorf auf Platz 1 der Tabelle und erreichte das Endspiel um die deutsche Meisterschaft, unterlag dort aber Werder Bremen 0:3. In der Saison 2013/14 reichte es in der Bundesliga nur für Platz 7, und in der Champions League schied man in der Gruppenphase aus, für Ryu Seung-min wurde danach der 18-jährige Hugo Calderano verpflichtet. Mit ihm wies der Kader ein Durchschnittsalter von knapp über 20 Jahren auf und war damit der jüngste der Liga. In der Abschlusstabelle kam Ochsenhausen nur auf Platz 5, womit das Team zum zweiten Mal in Folge die Play-offs verpasste, in der Champions League trat der Verein vorerst nicht mehr an. 2015/16 konnten die Play-offs wieder erreicht werden, und zur Saison 2016/17 wurde mit João Geraldo ein fünfter Spieler verpflichtet; so personell verstärkt trat Ochsenhausen auch wieder in der Champions League an, wo im Viertelfinal-Hinspiel Düsseldorf geschlagen werden konnte. Eine Niederlage im Rückspiel bedeutete allerdings das Aus, während man in den Play-offs der deutschen Meisterschaft im Halbfinale an Fulda scheiterte. 2018 wurde das Halbfinale der Champions League erreicht, in dem Düsseldorf im Hinspiel wieder 3:2 geschlagen werden konnte, nach einer 2:3-Niederlage im Rückspiel gab beim Stand von 22:22 Sätzen aber das Punkteverhältnis den Ausschlag zugunsten von Düsseldorf. In der TTBL qualifizierte sich Ochsenhausen 2018 durch zwei Play-off-Siege über Fulda zum ersten Mal seit 2013 für das Finale, das mit 1:3 gegen Düsseldorf verloren ging. Für Muramatsu und Geraldo wurden zur nächsten Saison Stefan Fegerl und – kurz vor Ablauf der Wechselfrist – Ex-Jugendweltmeister Jang Woojin verpflichtet. Mit dem Sieg im Pokalwettbewerb konnte erstmals seit 15 Jahren wieder ein Titel geholt werden, im Mai 2019 wurde zudem im TTBL-Finale Saarbrücken geschlagen und somit das Double gewonnen. Für den nur selten zum Einsatz gekommenen Jang kam zur nächsten Saison Wladimir Sidorenko. Sowohl im Pokal als auch in der Bundesliga belegte Ochsenhausen 2020 den zweiten Platz.
Zur nächsten Saison 2020/21 verjüngte sich das Team, indem Fegerl, Dyjas und Sidorenko durch Kanak Jha, Samuel Kulczycki und Maciej Kubik ersetzt wurden. Neuer Trainer wurde Yong Fu. In den Play-offs schied Ochsenhausen diesmal nach zwei 2:3-Niederlagen gegen Saarbrücken aus. 2021 verließ dann Calderano nach sieben Jahren den Verein. Sein Nachfolger wurde Can Akkuzu, der aber in der Vorrunde der Saison 2021/22 wegen eines Meldefehlers nicht eingesetzt werden durfte. In dieser Saison verpasste Ochsenhausen zum ersten Mal seit 2015 wieder den Einzug in die Play-offs, 2022 wurden dann als Ersatz für Kubik Álvaro Robles und Shunsuke Togami verpflichtet. In dieser Besetzung kam man wieder ins Halbfinale, das aber gegen Saarbrücken verloren wurde.
2023 kehrte Calderano zurück nach Ochsenhausen, als weiterer Neuzugang kam Hayate Suzuki dazu, während Jha und Togami den Verein verließen. 2024 wurde mit dem sechsten Platz wieder der Einzug in die Play-offs verpasst, nach dieser Saison kehrte Togami für Suzuki nach Ochsenhausen zurück, zudem kamen (für Akkuzu, Kulczycki und Robles) Tiago Abiodun und Leonardo Iizuka.
| Kader der ersten Mannschaft | Kader der ersten Mannschaft | Kader der ersten Mannschaft | Kader der ersten Mannschaft | Kader der ersten Mannschaft | Kader der ersten Mannschaft | Kader der ersten Mannschaft |
| --------------------------- | --------------------------- | --------------------------- | --------------------------- | --------------------------- | --------------------------- | --------------------------- |
| 2003/04                     | Chuang                      | Crișan                      | Cioti                       | Masunow                     | Smirnow                     |                             |
| 2004/05                     | Chuang                      | Crișan                      | Cioti                       | Masunow                     | Kusmin                      |                             |
| 2005/06                     | Chuang                      | Crișan                      | Gerell                      | Masunow                     | Kusmin                      |                             |
| 2006/07                     | Monteiro                    | Crișan                      | Gerell                      | Masunow                     | Lundqvist                   |                             |
| 2007/08                     | Monteiro                    | Crișan                      | Gerell                      | Leung                       |                             |                             |
| 2008/09                     | Chuang                      | Crișan                      | Gerell                      | Apolónia                    |                             |                             |
| 2009/10                     | Chuang                      | Crișan                      | Gerell                      | Apolónia                    |                             |                             |
| 2010/11                     | Freitas                     | Kishikawa                   | Filus                       | Apolónia                    |                             |                             |
| 2011/12                     | Gaćina                      | Pitchford                   | Skatschkow                  | Apolónia                    |                             |                             |
| 2012/13                     | Ryu                         | Pitchford                   | Skatschkow                  | Apolónia                    |                             |                             |
| 2013/14                     | Ryu                         | Pitchford                   | Skatschkow                  | Gauzy                       |                             |                             |
| 2014/15                     | Calderano                   | Pitchford                   | Skatschkow                  | Gauzy                       |                             |                             |
| 2015/16                     | Calderano                   | Pitchford                   | Dyjas                       | Gauzy                       |                             |                             |
| 2016/17                     | Calderano                   | Muramatsu                   | Dyjas                       | Gauzy                       | Geraldo                     |                             |
| 2017/18                     | Calderano                   | Muramatsu                   | Dyjas                       | Gauzy                       | Geraldo                     |                             |
| 2018/19                     | Calderano                   | Fegerl                      | Dyjas                       | Gauzy                       | Jang                        |                             |
| 2019/20                     | Calderano                   | Fegerl                      | Dyjas                       | Gauzy                       | Sidorenko                   |                             |
| 2020/21                     | Calderano                   | Jha                         | Kulczycki                   | Gauzy                       | Kubik                       |                             |
| 2021/22                     | Akkuzu                      | Jha                         | Kulczycki                   | Gauzy                       | Kubik                       |                             |
| 2022/23                     | Akkuzu                      | Jha                         | Kulczycki                   | Gauzy                       | Togami                      | Robles                      |
| 2023/24                     | Calderano                   | Akkuzu                      | Kulczycki                   | Gauzy                       | Suzuki                      | Robles                      |
| 2024/25                     | Calderano                   | Abiodun                     | Iizuka                      | Gauzy                       | Togami                      |                             |

## Ausbildung
Auf Betreiben des früheren Präsidenten Rainer Ihle und des Managers Kristijan Pejinovic wurde das Sparkassen Tischtennis-Leistungszentrum gebaut und im April 2012 eröffnet. Hier trainieren zeitweise, neben den aktiven Vereinsangehörigen und talentierten Spielern aus der Region, die Profis der TTF Liebherr Ochsenhausen. Zudem residiert hier das Liebherr Masters College (LMC). Professionelle Trainer bilden hier regionale, nationale und internationale Talente aus und verleihen diese bei Erfolg an Partnervereine mit dem Ziel, diese Talente später in das Bundesligateam zu integrieren. So waren alle Spieler der Saison 2017/18 (Hugo Calderano, Simon Gauzy, Jakub Dyjas, João Geraldo und Yūto Muramatsu) aus dem LMC hervorgegangen.

## Erfolge
- Deutscher Meister
  - 1997: Jörgen Persson, Peter Franz, Dmitri Masunow, Kostadin Lengerov, Gerd Richter
  - 2000: Ma Wenge, Peter Franz, Kalinikos Kreanga, Fredrik Håkansson, Alexei Smirnow
  - 2004: Adrian Crișan, Chuang Chih-Yuan, Alexei Smirnow, Dmitri Masunow
  - 2019: Hugo Calderano, Stefan Fegerl, Jakub Dyjas, Simon Gauzy, Jang Woojin
  - 2025: Simon Gauzy, Hugo Calderano, Shunsuke Togami,  Tiago Abiodun, Leonardo Iizuka
- Deutscher Pokalsieger
  - 2002: Adrian Crișan, Chuang Chih-Yuan, Alexei Smirnow
  - 2003: Adrian Crișan, Chuang Chih-Yuan, Alexei Smirnow
  - 2004: Adrian Crișan, Chuang Chih-Yuan, Fjodor Kusmin, Dmitri Masunow
  - 2019: Hugo Calderano, Stefan Fegerl, Jakub Dyjas, Simon Gauzy, Jang Woojin
  - 2025: Simon Gauzy, Hugo Calderano, Shunsuke Togami
- ETTU-Pokalsieger
  - 1996: Ma Wenge, Peter Franz, Richard Prause
  - 1997: Jörgen Persson, Peter Franz, Dmitri Masunow, Kostadin Lengerov